# Carl Adams (Mathematiker)
Carl Adams (* 15. Januar 1811 in Merscheid; † 14. November 1849 in Winterthur) war ein deutscher Mathematiker und Lehrer.

## Leben
Carl Adams war zunächst als Lehrer in Trogen und ab 1836 als Mathematik- und Physik-Lehrer an der Gewerbeschule Winterthur sowie zwischenzeitlich auch an der Industrieschule tätig. Mit seinen Monografien leistete er wesentliche Beiträge zur Einführung der neueren Geometrie an den Gymnasien und den Gewerbeschulen. Carl Adams beschäftigte sich auch mit der Lösung des Malfattischen Problems.

## Schriften
- Lehre von den Transversalen in ihrer Anwendung auf die Planimetrie. Eine Erweiterung der Euklidischen Geometrie. Steiner, Winterthur 1843, doi:10.3931/e-rara-27360.
- Die harmonischen Verhältnisse. Ein Beitrag zur neueren Geometrie. Theil 1[2]. Steiner, Winterthur 1845 (Digitalisat).
- Die merkwürdigsten Eigenschaften des geradlinigen Dreiecks. Steiner, Winterthur 1846, (Digitalisat).
- Das Malfattische Problem, neu gelöst. Steiner, Winterthur 1846, (Digitalisat).
- Das Malfattische Problem, algebraisch gelöst. In: Programm der Gewerbschule in Winterthur. Für das Schuljahr 1848, ZDB-ID 2731893-X, S. 3–22, urn:nbn:de:hbz:061:1-414557.
- Geometrische Aufgaben mit besonderer Rücksicht auf geometrische Construction. Abschnitt 1: Ein- und umschriebene Figuren. Steiner, Winterthur 1847.
- Geometrische Aufgaben unter besonderer Rücksicht auf geometrische Construction. Steiner, Winterthur 1849, doi:10.3931/e-rara-57839.